# Peperomia subgeminispica
Peperomia subgeminispica är en pepparväxtart som beskrevs av William Trelease. Peperomia subgeminispica ingår i släktet peperomior, och familjen pepparväxter. Inga underarter finns listade i Catalogue of Life.